# Wrocek
Wrocek – kot domowy rasy kot brytyjski, porzucony na wrocławskim dworcu autobusowym, a następnie adoptowany przez prezydenta Wrocławia Jacka Sutryka i mieszkający w Urzędzie Miejskim Wrocławia. Kot jest wykorzystywany w promocji miasta. 

## Porzucenie
Kot został porzucony na dworcu autobusowym we Wrocławiu w nocy z 31 stycznia na 1 lutego 2019. Czteroosobowa rodzina z Ukrainy miała wykupione bilety na autobus międzynarodowy do Pragi. Mieli ze sobą kota, który umieszczony był w specjalnym transporterze dla zwierząt domowych. Kierowca autobusu firmy Flixbus odmówił zabrania zwierzęcia na pokład autobusu, zasłaniając się przepisami dotyczącymi przewozu. Mężczyzna wiozący kota zostawił transporter ze zwierzęciem na dworcu przy skrytkach bagażowych.
Ówczesny prezes Polbusu, przedsiębiorstwa zarządzającego dworcem autobusowym, Krzysztof Balawejder złożył do prokuratury zawiadomienie o możliwości popełnienia przestępstwa z artykułu znęcania się nad zwierzętami. Po wstępnym rozpatrzeniu sprawy prokuratura stwierdziła, że nie zaszło przestępstwo znęcania się nad zwierzętami, gdyż kot nie zaznał krzywdy, a sprawca „nie działał z zamiarem sprawienia kotu bólu i cierpienia”.

## Adopcja
Kot został zaadoptowany przez prezydenta miasta Jacka Sutryka i 4 lutego 2019 umieszczony na terenie wrocławskiego urzędu miejskiego, po uprzednim przebadaniu przez weterynarza. Otrzymał imię Wrocek, wybrane w głosowaniu wrocławskich internautów spośród kilku propozycji i przebywa w sali obrad podczas niektórych sesji rady miejskiej.
W roku 2022 jeden z mieszkańców Wrocławia złożył zawiadomienie do Sanepidu i domagał się sprawdzenia, czy mieszkający w urzędzie miejskim Wrocek nie stanowi zagrożenia dla osób odwiedzających urząd. Wskazywał także, że część petentów może być uczulona na zwierzęta lub ich nie lubić. Urząd wysłał do prezydenta pismo z przypomnieniem o obowiązkach opiekuna zwierzęcia. Jacek Sutryk odpowiedział, że kot jest zbadany przez weterynarza, a także zaszczepiony. Po rozpatrzeniu skargi Sanepid zdecydował, że zwierzę nie stanowi zagrożenia dla urzędników i petentów. Petenci zaś mogą być przyjmowani w pomieszczeniach, do których kot nie ma dostępu.

## Media społecznościowe
Wrocek ma założony oficjalny profil na Facebooku i Instagramie, prowadzony jest przez prezydenta Wrocławia i Biuro Promocji Miasta i Turystyki, promuje adopcję zwierząt. Wkrótce po założeniu śledziło go 4300 internautów.
Do wrocławskiego urzędu miejskiego wpłynęło zapytanie w trybie dostępu do informacji publicznej, jakim trybem założono profile kota w mediach społecznościowych, kto jest odpowiedzialny za prowadzenie profilu kota i ile to kosztuje. Urząd odpowiedział, że za prowadzenie profilu odpowiedzialny jest prezydent miasta, a sam profil służy promocji miasta i adopcji zwierząt.